# James Baldwin
James Baldwin   (Harlem, 2 d'agost de 1924 - Sant Pau, 1 de desembre de 1987) va ser un escriptor estatunidenc destacat pel seu compromís polític, manifest en els seus assaigs de crítica social. Com a homosexual i afroamericà de classe treballadora, Baldwin ha influït en moviments d'alliberament de la segona meitat del segle xx, mentre que la seva pugna personal a l'entorn de la identitat l'inspirà a escriure les seves obres de ficció. Va ser part de la bohèmia de Greenwich Village i París, ambients que apareixen en les seves novel·les i on conegué Jean-Paul Sartre, Allen Ginsberg i Jean Genet.
La seva obra assagística, com Notes of a Native Son (de 1955), explora les complicacions palpables però encara amagades de les distincions sexuals, ètniques i de classe a Occident, particularment als Estats Units d'Amèrica de meitat de segle xx, unides a un interès per la identitat forjada entre aquestes complexitats. Alguns dels seus assaigs ocupen un volum sencer, com The Fire Next Time (1963), No Name in the Street (1972) i The Devil Finds Work (1976). La seva influència ha estat destacada en autories com Maya Angelou.
Les seves novel·les i obres de teatre són notables per la representació de qüestions personals i dilemes que impossibiliten la integració i acceptació dels negres i homosexuals en la societat, a més dels impediments psicològics internalitzats per una part marginalitzada de la població. La seva segona novel·la, Giovanni's Room (1956), és notable pel seu tractament de l'homosexualitat molt de temps abans de l'existència d'un moviment d'alliberament coherent a Nord-amèrica. La seva novel·la més coneguda és el seu debut literari, Go Tell it on the Mountain, de 1953.
L'any 2017 el realitzador Raoul Peck dirigí la pel·lícula No soc el teu negre, sobre la discriminació ètnica als EUA, a partir de les memòries de Baldwin i la seva coneixença de Medgar Evers, Malcolm X i Martin Luther King.

## Obra publicada
- Go Tell It on the Mountain (novel·la semiautobiogràfica; 1953)
- The Amen Corner (teatre; 1954)
- Notes of a Native Son (assaig; 1955)
- Giovanni's Room (novel·la; 1956)
- Nobody Knows My Name: More Notes of a Native Son (assaig; 1961)
- Another Country (novel·la; 1962)
- A Talk to Teachers (assaig; 1963)
- The Fire Next Time (assaig; 1963)
- Blues for Mister Charlie (teatre; 1964)
- Going to Meet the Man (relats; 1965)
- Tell Me How Long the Train's Been Gone (novel·la; 1968)
- No Name in the Street (assaig; 1972)
- El blues de Beale Street (novel·la; 1974)
- The Devil Finds Work (assaig; 1976)
- Just Above My Head (novel·la; 1979)
- Jimmy's Blues (poemes; 1983)
- The Evidence of Things Not Seen (assaig; 1985)
- The Price of the Ticket (assaig; 1985)
- The Cross of Redemption: Uncollected Writings (assaig; 2010)

### Col·laboracions amb altres autories
- Res personal (amb fotografies de Richard Avedon) (1964)
- A Rap on Race (amb Margaret Mead) (1971)
- One Day When I Was Lost (original: A. Haley; 1972)
- A Dialogue (amb Nikki Giovanni) (1973)
- Little Man Little Man: A Story of Childhood (amb Yoran Cazac, 1976)
- Native Sons (amb Sol Stein, 2004)

### Traduccions al català
- El blues de Beale Street. Traducció: Oriol Ampuero.  Barcelona: Edicions del 1984, 2019. ISBN 978-84-16987-45-0.[8]
- La pròxima vegada, el foc. Traducció: Rafael Tasis.  Manresa: Tigre de Paper, 2024. ISBN 978-84-18705-71-7.
- L'habitació d'en Giovanni. Traducció: Dolors Udina.  Andorra la Vella: Trotalibros, 2024. ISBN 978-99920-76-66-8.[9]
- Sense nom pels carrers. Traducció: Lourdes Bigorra.  Manresa: Tigre de Paper, 2024. ISBN 978-84-18705-85-4.

## Filmografia
- No soc el teu negre (Raoul Peck, 2016)[10]